# Deadlock
Et Deadlock er et paradoks eller en situation, hvor to eller flere modstandere eller processer venter på hinanden for at kunne fortsætte. Et eksempel kunne være to maratonløbere der  vil have hinanden til at vinde. Et andet: hvad kom først "hønen eller ægget"?.

## IT-deadlock
Særligt indenfor databaser og parallelprogrammering er deadlock et kendt potentielt fænomen.